# Steven Gilborn
Steven Neil Gilborn (* 15. Juli 1936 in New Rochelle, New York; † 2. Januar 2009 in Chatham, New York) war ein US-amerikanischer Literaturwissenschaftler und Schauspieler.

## Leben
Steven Gilborn besuchte zunächst das Swarthmore College und schloss sein Studium mit einem Bachelor in englischer Literaturwissenschaft ab. 1969 folgte ein Ph.D. in englischer Literatur der Stanford University. Anschließend lehrte er am Massachusetts Institute of Technology, an der Stanford University, der Columbia University und der University of California.
Ab Mitte der 1980er Jahre war Gilborn ein vielgebuchter Gaststar in US-amerikanischen Fernsehserien. 1990 und 1991 spielte er in vier Folgen der Krimiserie Columbo einen Leichenbeschauer. Weitere wiederkehrende Rollen hatte er in Wunderbare Jahre, L.A. Law, Practice – Die Anwälte sowie Sechs unter einem Dach. Von 1994 bis 1998 spielte er in der ABC-Sitcom Ellen den Vater der Hauptdarstellerin Ellen DeGeneres. Spielfilmrollen hatte er in den Komödien Die Brady Family und Die Brady Family 2 sowie Private Parts.
Gilborn war mit der Landschaftsfotografin Karen Halverson verheiratet. Er erlag den Folgen einer Krebserkrankung.

## Filmografie (Auswahl)
- 1983: Loving
- 1989: Golden Girls (Fernsehserie)
- 1989: Wunderbare Jahre (Fernsehserie)
- 1989: Wer ist hier der Boss? (Fernsehserie)
- 1990: L.A. Law – Staranwälte, Tricks, Prozesse (Fernsehserie)
- 1991: Liebe, Lüge, Mord (Love, Lies and Murder)
- 1991: Matlock (Fernsehserie)
- 1991: Columbo: Der erste und der letzte Mord (Caution: Murder Can Be Hazardous to Your Health)
- 1994: Ellen (Fernsehserie)
- 1994: Picket Fences – Tatort Gartenzaun (Fernsehserie)
- 1995: Safe
- 1995: Die Brady Family
- 1996: Die Brady Family 2
- 1996: Emergency Room – Die Notaufnahme (Fernsehserie)
- 1996: Dunston – Allein im Hotel
- 1997: Private Parts
- 1998: Dr. Dolittle
- 2000: JAG – Im Auftrag der Ehre (Fernsehserie)
- 2001: Evolution
- 2002: Buffy – Im Bann der Dämonen (Fernsehserie)
- 2005: Immer wieder Jim (Fernsehserie)
- 2006: Without a Trace – Spurlos verschwunden (Fernsehserie)